# Muscicapa epulata
A Muscicapa epulata a madarak (Aves) osztályának verébalakúak (Passeriformes) rendjébe, ezen belül a légykapófélék (Muscicapidae) családjába tartozó faj.

## Rendszerezése
A fajt John Cassin amerikai ornitológus írta le 1855-ben, a Butalis nembe Butalis epulatus néven.

## Előfordulása
Afrika középső részén, Kamerun, a Közép-afrikai Köztársaság, a Kongói Köztársaság, a Kongói Demokratikus Köztársaság, Elefántcsontpart, Egyenlítői-Guinea, Gabon, Ghána, Guinea, Libéria, Nigéria, Sierra Leone és Togo területén honos. 
Természetes élőhelyei a trópusi és szubtrópusi síkvidéki esőerdők, valamint ültetvények, szántóföldek és másodlagos erdők. Állandó, nem vonuló faj.

## Megjelenése
Testhossza 9,5 centiméter, testtömege 9-11 gramm.

## Életmódja
Kisebb rovarokkal táplálkozik.

## Természetvédelmi helyzete
Az elterjedési területe nagyon nagy, egyedszáma pedig stabil. A Természetvédelmi Világszövetség Vörös listáján nem fenyegetett fajként szerepel.